# Frederik van de Graaff

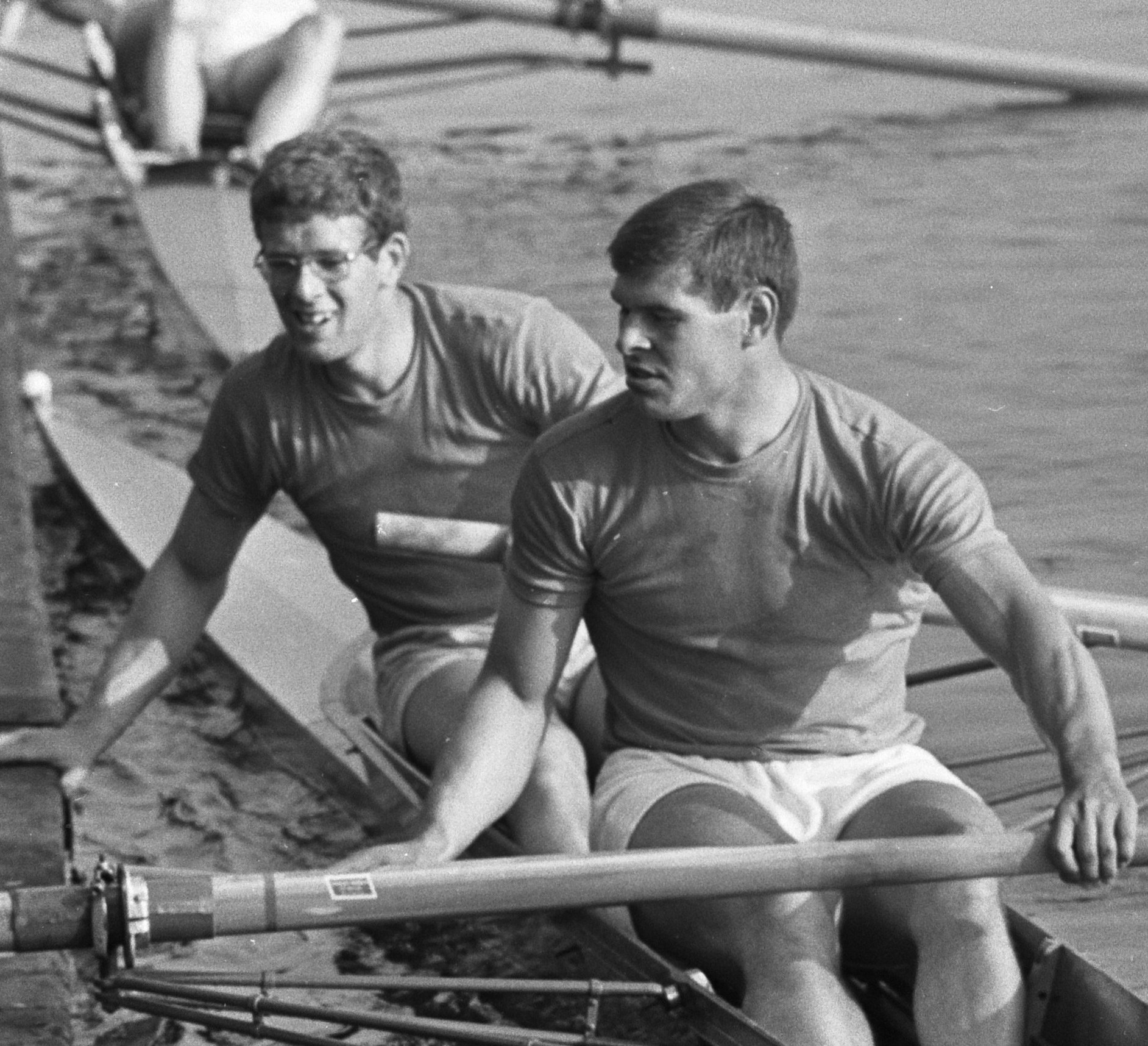
Robert van de Graaf und Frederik van de Graaff (vorn) 1967 im ungesteuerten Zweier

Frederik Robbert „Freek“ van de Graaff (* 20. Februar 1944 in Oegstgeest; † 24. Juni 2009 in Den Haag) war ein niederländischer Ruderer. 
Der 1,87 m große Frederik van de Graaff vom Ruderverein D.S.R.V. Laga in Delft gewann bei den Olympischen Spielen 1964 die Bronzemedaille im Vierer mit Steuermann hinter den Booten aus Deutschland und Italien. Im Boot saßen neben dem 1938 geborenen Steuermann Marius Klumperbeek mit Alex Mullink, Jan van de Graaff und Robert van de Graaf ausschließlich 1944 geborene Ruderer.